# Anthophora epichariformis

Anthophora epichariformis är en biart som beskrevs av Giovanni Gribodo 1893.
Anthophora epichariformis ingår i släktet pälsbin och familjen långtungebin. Inga underarter finns listade i Catalogue of Life.